# Lannes
Lannes (okzitanisch: Lanas) ist eine französische Gemeinde mit 361 Einwohnern (Stand: 1. Januar 2022) im Département Lot-et-Garonne in der Region Nouvelle-Aquitaine. Sie gehört zum Arrondissement Nérac und zum 2016 gegründeten Kommunalverband Albret Communauté.

## Geografie
Lannes liegt 28 Kilometer südwestlich der Stadt Agen. Nachbargemeinden von Lannes sind Mézin im Norden und Westen, Moncrabeau im Osten, Condom im Südosten, Larroque-sur-l’Osse im Süden sowie Fourcès im Südwesten.

## Geschichte
1972 wurde die Nachbargemeinde Villeneuve-de-Mézin eingegliedert.

## Bevölkerungsentwicklung
| Jahr                       | 1962 | 1968 | 1975 | 1982 | 1990 | 1999 | 2006 | 2011 | 2017 |
| Einwohner                  | 534  | 481  | 507  | 545  | 452  | 428  | 414  | 401  | 369  |
| Quellen: Cassini und INSEE |      |      |      |      |      |      |      |      |      |

## Sehenswürdigkeiten
- Kirche Sainte-Marie in Lannes aus dem 13. Jahrhundert
- Kirche Saint-Jean-Baptiste in Cazeaux aus dem 14. Jahrhundert
- Kirche von Fousserie, wohl 1213 errichtet
- Kirche Saint-Jean in Villeneuve-de-Mézin aus dem 12./13. Jahrhundert, Monument historique seit 1941
- Burg Lagrangerie, wohl Zehntscheune oder Prioratsteil aus dem 12. Jahrhundert
- Burg Lasalle aus dem 13./14. Jahrhundert
- Herrenhaus von Roumat
- Burg Bégué
- Schloss Auzac, späteres Gut
- Burg Parron aus dem 12. Jahrhundert

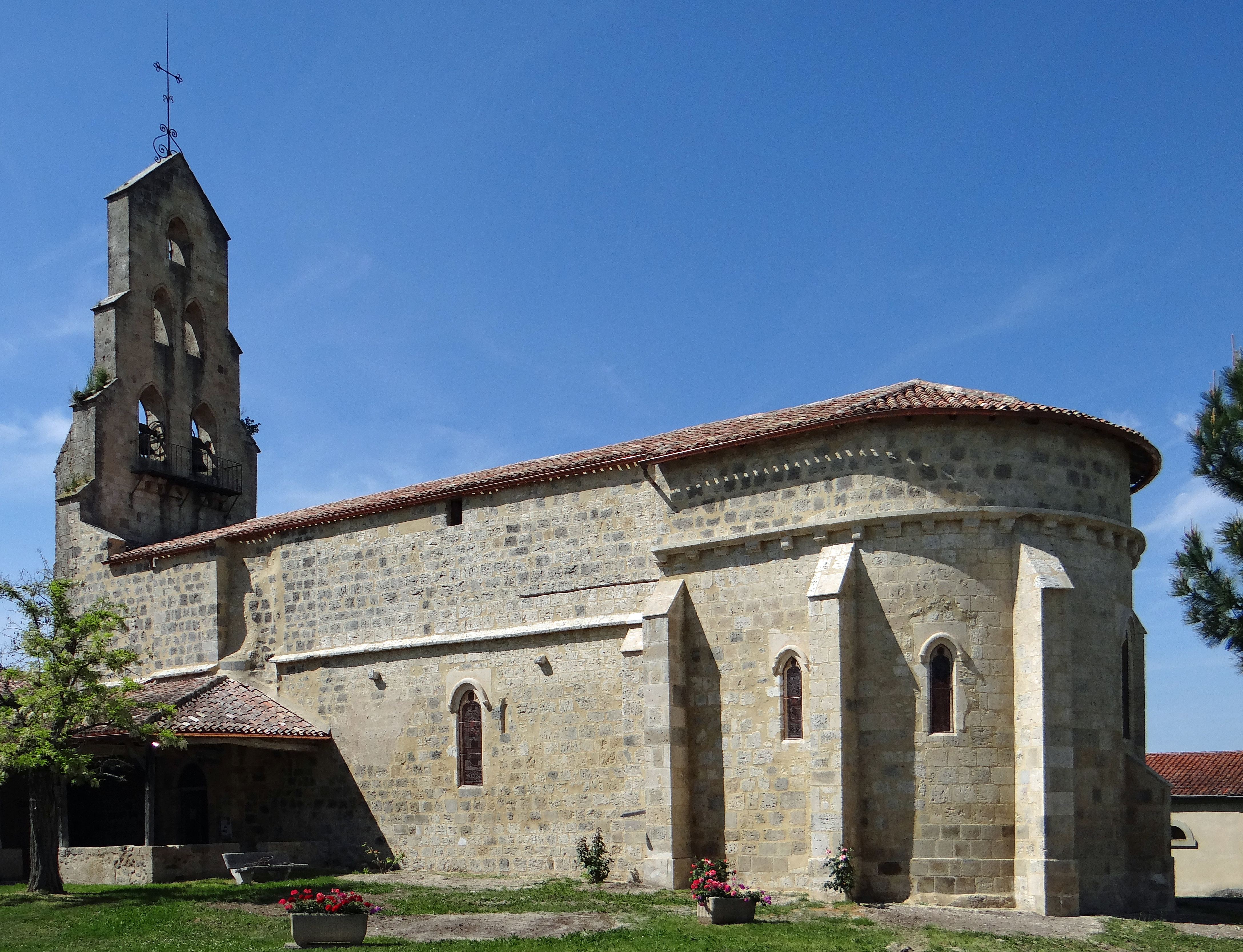
Kirche Sainte-Marie
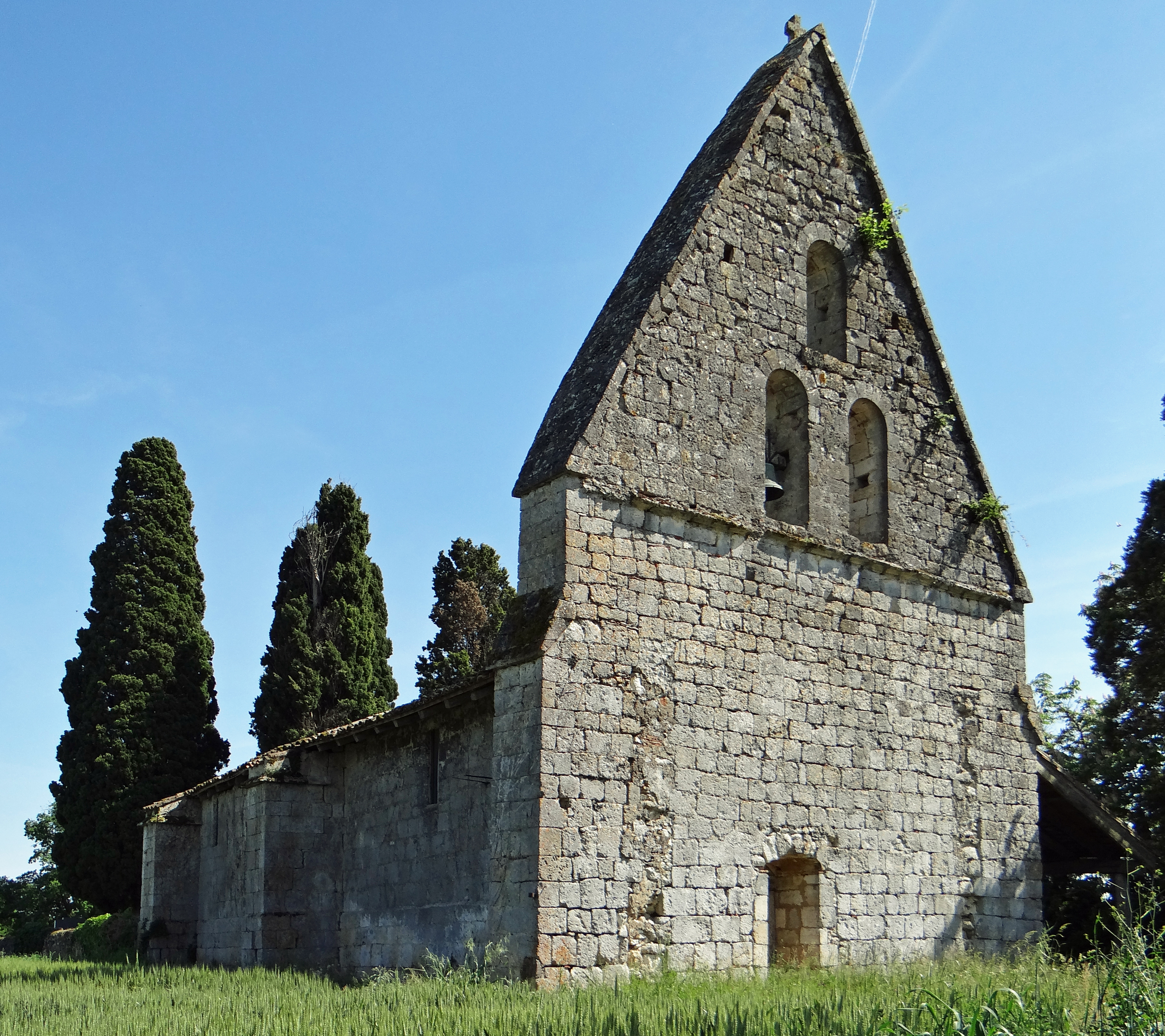
Kirche Saint-Jean-Baptiste von Cazeaux
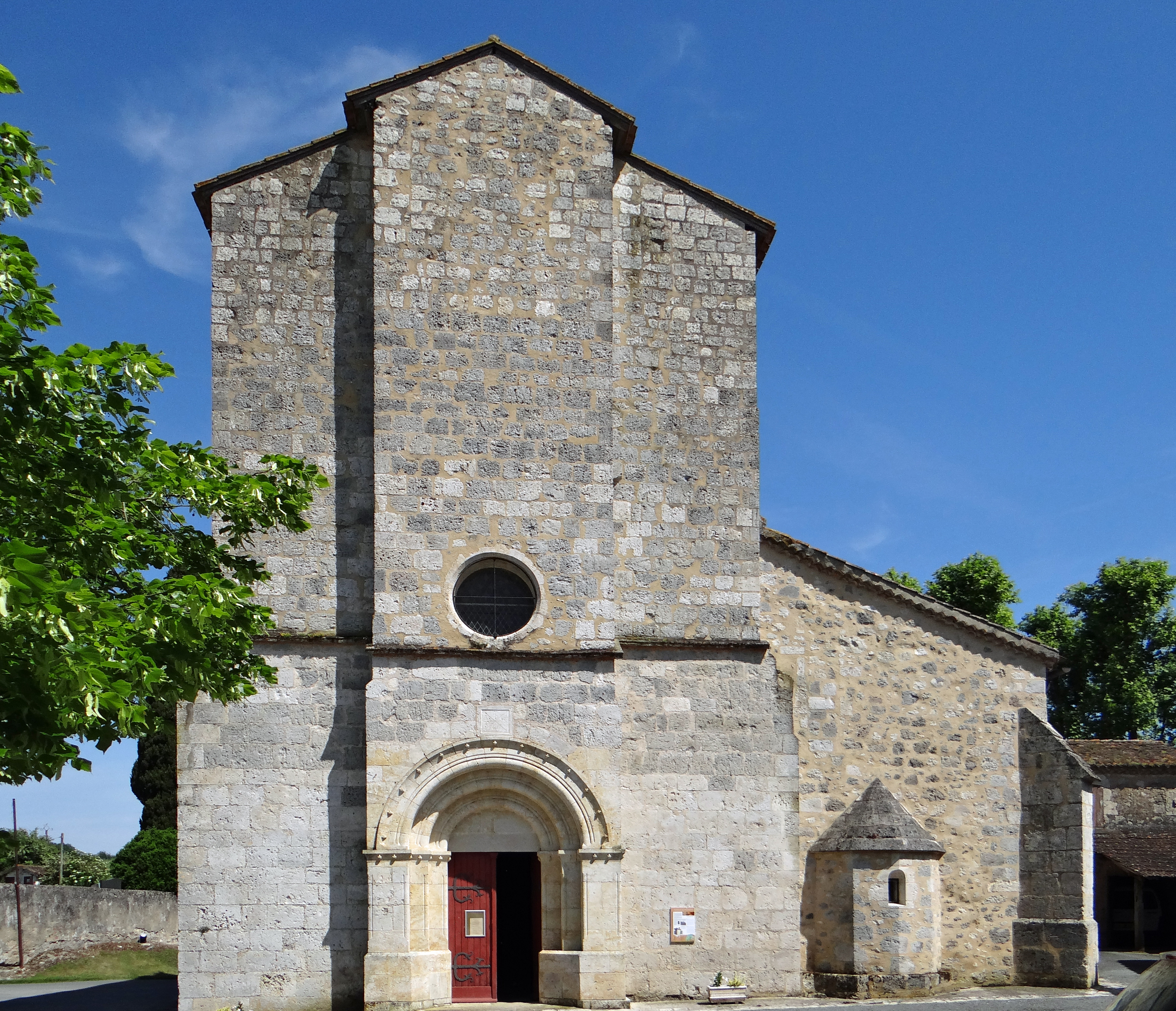
Kirche Saint-Jean

## Persönlichkeiten
- Armand Fallières (1841–1931), Politiker, Innenminister (1882/1883), Außenminister (1883), Präsident der Republik (1906–1913), hier gestorben
- André Fallières (1875–1968), Politiker, Sozialminister (1926–1928), Sohn von Armand Fallières
- Georges Eleosippe Aubert (1871–1933), Missionar

## Belege
1. ↑  Lannes auf cassini.ehess.fr
2. ↑  Lannes auf insee.fr